# Банатская Сечь
Банатская Сечь (укр. Банатська Січ) — войсковое формирование, которое располагалось в Австрийской империи, в провинции Банат с 1785-1805 годах.

## История
После службы в османском подданстве часть казаков Задунайской Сечи обратилась к австрийскому императору Иосифу II с просьбой, на определенных условиях, позволить жить в его владениях. Такое разрешение казаки получили, в частности большую роль сыграло желание императора взять реванш у Российской империи. В 1785 году бывшие запорожцы перешли в провинцию Банат, на берега реки Тисы в её нижней части (ныне — это территория Сербии), став австрийскими подданными. Казаки, вместе с подразделениями граничар, составляли часть военной Границы Австрийской империи против Османской империи.
На Тисе казаки прожили 20 лет и в 1804—1805 годах, большая часть запорожцев вернулась в Сеймены.